# Região Geográfica Intermediária de Teófilo Otoni
A Região Geográfica Intermediária de Teófilo Otoni é uma das treze regiões intermediárias do estado brasileiro de Minas Gerais e uma das 134 regiões intermediárias do Brasil, criadas pelo Instituto Brasileiro de Geografia e Estatística (IBGE) em 2017. É composta por 86 municípios, distribuídos em sete regiões geográficas imediatas.
Sua população total estimada pelo Instituto Brasileiro de Geografia e Estatística (IBGE) para 1º de julho de 2018 é de 1 222 050 de habitantes, distribuídos em uma área total de 77 935,048 km².
Teófilo Otoni é o município mais populoso da região intermediária, com 140 235 habitantes, de acordo com estimativas de 2018 do Instituto Brasileiro de Geografia e Estatística (IBGE).

## Regiões geográficas imediatas
| Região geográfica imediata                   | Municípios | População Estimativa 2018 | Área (km²) |
| -------------------------------------------- | --- | ------------------------- | ---------- |
| Região Geográfica Imediata de Teófilo Otoni  | Ataléia Campanário Caraí Carlos Chagas Catuji Franciscópolis Frei Gaspar Itaipé Itambacuri Itaobim Ladainha Malacacheta Monte Formoso Nanuque Nova Módica Novo Cruzeiro Novo Oriente de Minas Ouro Verde de Minas Padre Paraíso Pavão Pescador Ponto dos Volantes Poté São José do Divino Serra dos Aimorés Setubinha Teófilo Otoni | 494 402                   | 25 193,829 |
| Região Geográfica Imediata de Capelinha      | Água Boa Angelândia Aricanduva Capelinha Chapada do Norte Itamarandiba Leme do Prado Minas Novas Turmalina Veredinha | 176 918                   | 10 157,817 |
| Região Geográfica Imediata de Almenara       | Almenara Bandeira Felisburgo Jacinto Jequitinhonha Joaíma Jordânia Mata Verde Palmópolis Rio do Prado Rubim Salto da Divisa Santa Maria do Salto Santo Antônio do Jacinto | 171 222                   | 14 481,148 |
| Região Geográfica Imediata de Diamantina     | Alvorada de Minas Carbonita Couto de Magalhães de Minas Datas Diamantina Felício dos Santos Gouveia Presidente Kubitschek Santo Antônio do Itambé São Gonçalo do Rio Preto Senador Modestino Gonçalves Serra Azul de Minas Serro | 126 588                   | 10 939,631 |
| Região Geográfica Imediata de Araçuaí        | Araçuaí Berilo Coronel Murta Francisco Badaró Itinga Jenipapo de Minas José Gonçalves de Minas Virgem da Lapa | 109 152                   | 7 284,600  |
| Região Geográfica Imediata de Pedra Azul     | Águas Vermelhas Cachoeira de Pajeú Comercinho Divisa Alegre Divisópolis Medina Pedra Azul | 92 672                    | 6 328,538  |
| Região Geográfica Imediata de Águas Formosas | Águas Formosas Bertópolis Crisólita Fronteira dos Vales Machacalis Santa Helena de Minas Umburatiba | 51 096                    | 3 549,485  |
| Total                                        | 86 | 1 222 050                 | 77 935,048 |